# Лангерс, Робби
Ро́берт (Ро́бби) Ла́нгерс (люкс. Robert „Robby“ Langers; 1 августа 1960, Люксембург) — люксембургский футболист, выступавший на позиции нападающего.

## Клубная карьера
Начал свою карьеру в люксембуржском клубе «Унион», откуда, в возрасте 20-ти лет был отдан в аренду клубу немецкой Бундеслиги «Боруссия» из Мёнхенгладбаха. После двух сезонов без постоянной игровой практики Лангерс переехал во Францию, где в течение 10 лет выступал за 7 различных команд, как в Лиге 1, так и в Лиге 2. В 1989 году во время выступления за команду «Орлеан» он стал лучшим бомбардиром второго дивизиона в системе футбольных лиг Франции. В 1991 году нападающий перешёл в «Канн», где играл бок о боком с юным Зинедином Зиданом.
В 1992 году Лангерс переехал в Швейцарию и выступал за такие клубы, как «Ивердон-Спорт» и «Этуаль Каруж». В 1994 он перешёл в «Айнтрахт» (Трир) и прибывал в клубе 2 года, а затем вернулся на родину. Один сезон Лангерс играл за «Ф91 Дюделанж», а затем перешёл в свой родной «Унион», где в сезоне 1997/98 забил 14 голов и завершил карьеру.

## Национальная сборная
Лангерс дебютировал за сборную Люксембурга в сентябре 1980 года в отборочном матче к чемпионату мира 1982 против сборной Югославии. За 18 лет игры за сборную он сыграл 73 матча и забил 8 голов. Принял участие в 35-ти матчах в квалификационном раунде к чемпионату мира. Свой последний матч за сборную сыграл в мае 1998 года против сборной Камеруна, в котором вышел на замену на 52-й минуте и был заменён через 28 минут под овации зрителей.

## Достижения
- Кубок Франции: 1

1983/84
- Спортсмен года в Люксембурге: 1

1987